# محمد أبو سيف
محمد أبو سيف (9 أكتوبر 1950-)، مخرج ومؤلف مصري، والده هو المخرج الكبير صلاح أبو سيف الذي تأثر به وطمح للوصول إلى نفس مكانته وشهرته. تخرج في الجامعة الأمريكية قسم علم نفس عام 1972، ودرس الإخراج بالمعهد العالي للسينما وتخرج منه عام 1976. عمل في بدايته كمساعد مخرج مع عدة مخرجين منهم والده صلاح أبو سيف في فيلم (حمام الملاطيلي) عام 1973، ثم تحول لصناعة الإعلانات التجارية، ومنها لأول أعماله الفنية فيلم (التفاحة والجمجمة) عام 1986، استمر بعدها في تقديم الأعمال الفنية المتميزة.

## أعماله
- المشخصاتي (2016) (مخرج )
- هز وسط البلد (2015]] (مخرج )
- أمنا الغولة (2011) (مخرج )
- جنة و نار (2009) (مخرج )
- الهاربة ج1 (2008) (مخرج )
- امرأة فوق العادة (2007) (مخرج )
- عواصف النساء (2005) (مخرج )
- خالي من الكوليسترول (2005) (مخرج )
- بنت أفندينا (2004) (مخرج )
- النعامة والطاووس (2002) (مخرج )
- خلي الدماغ صاحي (2002) (مخرج )
- أولى ثانوي (2001) (مخرج )
- بطل من الجنوب (عزيز عيني) (2001) (مخرج )
- جحيم 2 حورجادا' (1990) (مخرج )
- نهر الخوف (1988) (مخرج )
- التفاحة والجمجمة (1986) (مخرج )
- امرأة في دمي (1978) (سكريبت)
- جنس ناعم (1977) (مخرج تحت التمرين)
- وسقطت في بحر العسل (1977) (ملاحظ سيناريو)
- سنة أولى حب (1976) (مساعد مخرج)
- الكداب (1975) (ملاحظ السيناريو)
- حمام الملاطيلي (1973) (مساعد مخرج)
- حساب قديم (مخرج)
- أولاد الحلال (1978) (كاتب وقصة وسيناريو وحوار)